# Marselisborg Gymnasium
Marselisborg Gymnasium er et gymnasium i Aarhus, oprettet i 1898 som "Marselisborg Kostskole og lærde Skole".
Gymnasiet blev i 2006 til et Team Danmark-gymnasium, hvor der i hver årgang oprettes en hel Team Danmark klasse. Det er et ud af 2 gymnasier i Danmark, som tilbyder dette – sammen med Falkonergården.
Gymnasiet bliver ofte af eleverne kaldt "mars", hvilket førte til, at et nyt skoleblad i 2002 blev kaldt Viking Sonden efter rumsonden, der blev sendt ud for at udforske planeten Mars.[kilde mangler]